# جشنواره فیلم ساندنس ۲۰۰۸
جشنواره فیلم ساندنس ۲۰۰۸ (۲۴ امین جشنواره فیلم ساندنس)،از ۱۷ ژانویه ۲۰۰۸ تا ۲۷ ژانویه در پارک سیتی، یوتا برگزار شد. فیلم شب افتتاحیه در بروژ فیلم شب پایانی CSNY Déjà Vu بود.

## فیلم‌ها
از بین ۲۰۲۱ فیلم بلند آمریکایی و ۱۶۰۳ فیلم بلند بین‌المللی ارسال شده برای بررسی، ۱۲۱ فیلم برای نمایش در جشنواره انتخاب شدند.

## برندگان جوایز
- جایزه بزرگ هیئت داوران: مستند - مشکل آب
- جایزه بزرگ هیئت داوران: دراماتیک - رودخانه یخ زده
- جایزه بزرگ هیئت داوران: مستند سینمای جهان - مردی روی سیم
- جایزه بزرگ هیئت داوران: دراماتیک سینمای جهان - سلطان پینگ پنگ (پینگ پونگ کینگن)
- جایزه تماشاگران: مستند - زمینه‌های سوخت
- جایزه تماشاگران: دراماتیک - The Wackness
- جایزه تماشاگران سینمای جهان: مستند - مردی روی سیم
- جایزه تماشاگران سینمای جهان: دراماتیک - کاپیتان ابو رائد
- جایزه کارگردانی: مستند - نوجوان آمریکایی
- جایزه کارگردانی: دراماتیک - بالاست
- جایزه کارگردانی سینمای جهان: مستند - دوراکووو: روستای احمق‌ها
- جایزه کارگردانی سینمای جهان: درام - پری دریایی
- جایزه فیلمنامه‌نویسی Waldo Salt - Sleep Dealer
- جایزه فیلمنامه‌نویسی سینمای جهان - من همیشه می‌خواستم یک گانگستر باشم (J'ai Toujours Rêvé d'Être un Gangster)
- جایزه تدوین مستند - رومن پولانسکی: تحت تعقیب و خواسته
- جایزه تدوین مستند سینمای جهان - ستاره هنر و دوقلوهای سودانی
- جایزه برتری در فیلمبرداری: مستند - پتی اسمیت: رؤیای زندگی
- جایزه برتری در فیلمبرداری: دراماتیک - بالاست
- جایزه فیلمبرداری سینمای جهان: مستند - بازیافت
- جایزه فیلمبرداری سینمای جهان: دراماتیک - پادشاه پینگ پنگ (پینگ پونگ کینگن)
- جایزه ویژه هیئت داوران سینمای جهان: درام - پلک آبی (Párpados Azules)
- جایزه ویژه هیئت داوران: مستند - بزرگترین سکوت: تجاوز جنسی در کنگو
- جایزه ویژه هیئت داوران: دراماتیک، روح استقلال - هر کجا، ایالات متحده آمریکا
- جایزه ویژه هیئت داوران: درام، اثری از گروه بازیگران - چوک
- جایزه هیئت داوران در فیلم کوتاه - تابستان المپیک من
- جایزه هیئت داوران در فیلم کوتاه - سیکومی (روی یخ)
- جایزه بین‌المللی هیئت داوران در فیلم کوتاه بین‌المللی - سافت
- لوح تقدیر در فیلم کوتاه - آکواریوم
- لوح تقدیر در فیلم کوتاه - ۱۵ آگوست
- لوح تقدیر در ساخت فیلم کوتاه - La Corona (تاج)
- لوح تقدیر در فیلم کوتاه - متن آهنگ اویران
- افتخار در فیلمسازی کوتاه - عنکبوت
- لوح تقدیر در فیلم کوتاه - تعلیق
- لوح تقدیر در فیلمسازی کوتاه - دبلیو.
- ۲۰۰۸ جایزه آلفرد پی اسلون - فروشنده خواب[۳]

## سینماهای جشنواره
- تقاطع کیمبال
  - سینماهای رداستون - ۱۸۵ صندلی
- اوگدن
  - تئاتر مصری پیری - ۸۰۰ صندلی[۱]
- پارک سیتی
  - تئاتر اکلس - ۱۲۷۰ صندلی
  - تئاتر مصر - ۲۶۶ صندلی
  - سینماهای روستای تعطیلات I - ۱۵۶ صندلی
  - سینماهای روستای تعطیلات II - ۱۵۶ صندلی
  - سینماهای روستای تعطیلات III - ۱۵۶ صندلی
  - سینماهای روستای تعطیلات چهارم - ۱۶۴ صندلی
  - تئاتر مرکز کتابخانه - ۴۴۸ صندلی
  - تئاتر میدان پروسپکتور - ۳۳۲ صندلی
  - راکت کلاب تئاتر - ۶۰۲ صندلی
  - تئاتر هتل یارو ۱–۲۵۰ صندلی
  - تئاتر هتل یارو ۲–۸۰ صندلی
- شهر "سالت لیک
  - سینماهای مرکز برادوی IV - ۲۱۱ صندلی
  - سینماهای مرکز برادوی V - ۲۳۸ صندلی
  - سینماهای مرکز برادوی VI - ۲۷۴ صندلی
  - مرکز هنرهای نمایشی رز واگنر - ۴۸۵ صندلی
  - تئاتر برج - ۳۴۲ صندلی
- استراحتگاه ساندنس
  - اتاق نمایش مؤسسه ساندنس - ۱۶۴ صندلی